# Калгари флејмси
Калгари флејмси (енгл. Calgary Flames) су канадси хокејашки клуб из Калгарија. Клуб утакмице као домаћин игра у Скошабанк седлдоуму капацитета 19.289 места.
Клуб се такмичи у Пацифик дивизији Западне конференције. Боје клуба су црвена, жута, црна и бела.

## Историја
Клуб је основан 1972. као Алберта флејмси. Садашње име је добио 1980.
Флејмси су освојили Стенли куп у сезони 1988/89. У финалу су савладали Монтреал канадијансе резултатом 4:2.
Три пута су били први у Западној конференцији. Два пута су освајали Президент трофеј. 

## Трофеји
- Национална хокејашка лига (НХЛ):
  - Првак (1) : 1988/89.

- Западна конференција:
  - Првак (3) : 1985/86, 1988/89, 2003/04.

- Пацифик дивизија:
  - Првак (8) : 1987/88, 1988/89, 1989/90, 1993/94, 1994/95, 2005/06, 2005/06, 2018/19, 2021/22.

- Президент трофеј:
  - Првак (2) : 1987/88, 1988/89.